# Braunsapis otavica
Braunsapis otavica är en biart som först beskrevs av Cockerell 1939.  Braunsapis otavica ingår i släktet Braunsapis och familjen långtungebin. Inga underarter finns listade.